# Luceria

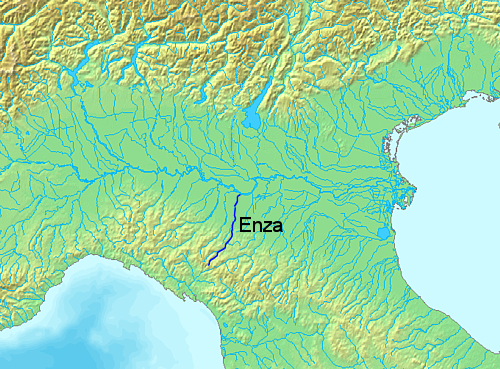
Bacino del fiume Po

Luceria è un'antica città dell'Appennino emiliano, situata nel comune di Canossa, in provincia di Reggio Emilia, sulla sponda destra del torrente Enza.

## Toponimo
Il nome forse deriva da lucus che significa bosco sacro.

Non è ancora chiaro se questo sia il nome esatto della città o se essa invece si chiamasse Nuceria.

Il piccolo corso d'acqua che separa il comune di Canossa da quello di San Polo d'Enza, si chiama, ancora oggi, Rio Luceria. Il nome di questo torrente è abbastanza antico, esso compare nell'inventario dei beni di Azzo da Correggio dell'anno 1364, come Rivum Luxerae.

L'astronomo e matematico egiziano Claudio Tolomeo (85-165 d.C.) descrive con grande precisione la posizione della città nella sua opera Geographia, indicandone la latitudine e la longitudine secondo il sistema di misura da lui stesso inventato, chiamandola però Nuceria.
Luceria è comunque la dizione più nota e la più usata nel tempo, anche nei documenti ufficiali.
La curiosità per questa città perduta, venne rinnovata durante il rinascimento, quando l'opera di Tolomeo, che era andata smarrita, venne ritrovata e pubblicata. Ci furono studiosi come J.J. Hofman (1698) e L.A. Muratori (1744) che pensarono che Luceria fosse in realtà la Luzzara antica: pur ritenendo che Luzzara possa essere di origini Longobarde, sono affiorati recentemente resti romanici e protoromanici nella parte absidale della Chiesa di San Giorgio che portano a pensare che tale ipotesi possa essere plausibile.
Luceria fu certamente un insediamento importante se numerosi autori la riportano più o meno precisamente nelle loro opere, come Raffaele Maffei da Volterra nei suoi Commentari Urbani della prima metà del '500; frate Leandro Alberti nell'opera Descrittione di tutta l'Italia del 1577; Paul van Merle nel Cosmographia pubblicato ad Amsterdam nel 1605. Luceria si trova anche citata in una lettera scritta dall'imperatore Valentiniano I al suo prefetto Ruffino per regolare i diritti di pascolo, la quale termina con: VIIII Kal. Oct., Luceriae Valentiniano et Valente aa. conss. (23 settembre 365).

## Storia

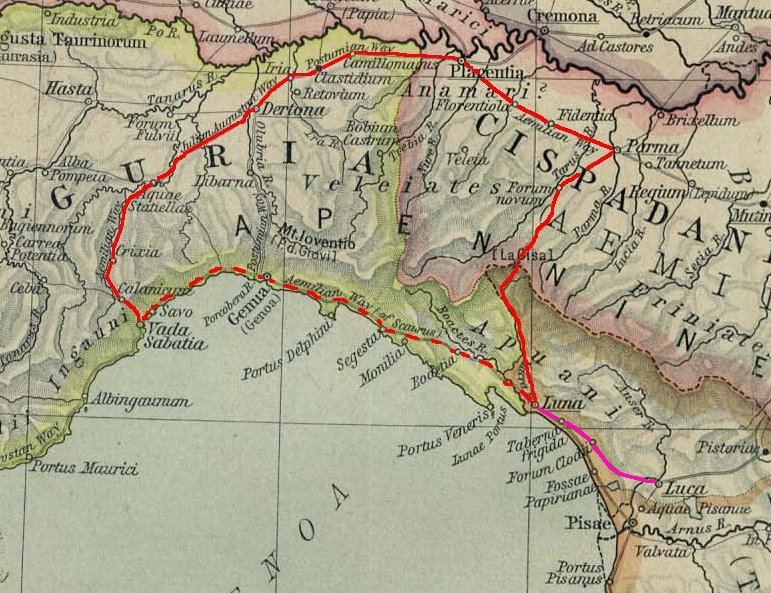
Italia nord-occidentale intorno all'anno 100 a.C.

Luceria nacque probabilmente come centro mercantile attorno al IV secolo a.C. nella Gallia Cispadana, nel punto in cui si incontravano tre importanti vie di comunicazione: la vecchia strada che dal fiume Po risaliva la sponda destra del torrente Enza verso sud per arrivare in Tuscia attraversando gli Appennini, la pista pedemontana che tagliava la zona da ovest ad est e la pista montana che si dirigeva verso le colline dove, nel decimo secolo, sorgeranno poi i castelli medievali.
I primi abitanti del luogo furono i Liguri, probabilmente i Friniati, i quali, dopo avere cessato le ostilità, iniziarono a collaborare con i vicini Etruschi di Servirola, oggi San Polo d'Enza, sfruttando la posizione strategica del loro insediamento per scambiare i prodotti della terra con merci provenienti da paesi lontani.
Nel secondo secolo a.C. i romani colonizzarono la pianura Padana ed essendo molto interessati ai centri nevralgici dei vari territori che occupavano sia per motivi economici che militari, si insediarono a Luceria portando alla formazione di una popolazione mista e alla trasformazione di quello che era un mercato all'aperto in un vero e proprio centro abitato con case, edifici pubblici, strade lastricate, marciapiedi e servizi per i viaggiatori, come alloggi per il bestiame provvisti di acqua corrente e spiazzi per lo stoccaggio delle merci.
I costumi e le tradizioni liguri non scomparvero, poiché i romani non imposero la loro cultura. Questa si amalgamò con quella autoctona progressivamente a seguito dei probabili matrimoni misti che avvennero tra le due popolazioni.
La romanizzazione di Luceria risale quindi all'età repubblicana, ma il centro divenne veramente importante successivamente, nel I e nel II secolo d.C., in età imperiale.
A sud del rio Vico sorsero, in quegli anni, dei piccoli borghi limitrofi che ancora oggi esistono: Vico, che significa borgo, Taverne, da Tabernae ovvero locande o osterie, Carbonizzo, da Carbonescere cioè produrre carbone.
A questo periodo risalgono anche le tracce di un vasto incendio che distrusse tutte le strutture in legno della città, che vennero sostituite con muri di mattoni posati su robuste fondazioni di sasso.
Luceria raggiunse in questi anni la sua massima espansione, occupando circa 100.000 m2 di superficie, delimitata a nord dal Rio Luceria e a sud dal Rio Vico e attraversata diagonalmente da un'importante strada selciata larga in alcuni punti anche sei metri.
Nel IV secolo d.C. la città di Luceria venne precipitosamente abbandonata per cause ignote.
Si può ipotizzare abbastanza sicuramente che, anche se per l'Impero romano furono anni difficili, gli scontri che si susseguirono alle sue frontiere non potessero influenzare così drasticamente una zona interna ed economicamente fiorente come poteva essere Luceria. Non si può escludere però che essa possa essere stata vittima di un attacco da parte di truppe di soldati sbandati in cerca di cibo.
Una catastrofe naturale è l'ipotesi più accreditata. Lo si deduce dalle numerosissime monete che furono recuperate nei secoli sia dagli scavi fatti sul luogo ma, soprattutto, affiorate durante le semplici arature dei terreni.
Un terremoto particolarmente forte, o un'alluvione potrebbero aver fatto fuggire precipitosamente gli abitanti costringendoli ad abbandonare tutto quello che possedevano, denaro, oggetti preziosi e stoviglie.
A quei tempi, dopo eventi così disastrosi, era più facile per gli abitanti superstiti spostarsi nelle vicinanze che ricostruire quello che era andato distrutto. Ovviamente anche le attività economiche vennero sconvolte e i traffici commerciali probabilmente si diradarono sempre più, impoverendo la zona.
Dopo l'abbandono Luceria venne ripetutamente saccheggiata, attività abituale in quei tempi, per il recupero dei preziosi materiali edili da riutilizzare nelle nuove costruzioni (il posto è stato chiamato Predàro, cioè Pietraia, fino al secolo XVIII).
Così la città scomparve visivamente dalla zona e, con il passare del tempo, anche dalla memoria popolare.

## Scavi
Le ricerche archeologiche su Luceria furono condotte in modo molto frammentario a partire dalla seconda metà del XVIII secolo. I lunghi intervalli di tempo che trascorsero tra un intervento e l'altro, causarono la distruzione delle strutture architettoniche che vennero alla luce e la perdita di numerosi e importanti reperti che furono venduti, o riutilizzati dalla popolazione locale.

### Scavi di Angelo Schenoni (1776-1786)
Il 21 maggio 1776 iniziarono i primi scavi sul sito che, dopo una sospensione di nove anni, proseguirono nel 1785.

In quel tempo il territorio di Canossa dipendeva dal Ducato di Parma e gli scavi furono affidati all'abate Angelo Schenoni, prefetto del museo di Parma.

Oggi l'archeologia viene concepita come scienza per ricostruire la storia antica, nel settecento invece era concepita come recupero di "anticaglie". Furono scavati ben trecento cinquanta metri di trincee al solo scopo di recuperare vasi, statue e oggetti vari da esporre nelle collezioni, senza curarsi delle preziose informazioni che potevano essere distrutte dagli attrezzi degli operai scavatori.

Venne descritto il ritrovamento di una fondazione composta da due mura lunghe nove braccia e larghe due a forma di mezzo tondo, unite da altre due mura in linea retta. Una struttura monumentale absidata che non venne più ritrovata negli scavi successivi.
Quando gli scavi terminarono nell'agosto del 1786, lasciarono tutta l'area a soqquadro e le strutture che non vennero ricoperte furono nuovamente saccheggiate.
Tutti gli oggetti mobili ritrovati in questi anni, lucerne fittili, frammenti di vasi di vetro colorato ben lavorato, chiavi e chiodi di vari metalli, fibule, anelli e monili, sono ora conservati nel Museo Nazionale di Antichità di Parma.

Un discorso a parte meritano le monete. Ne furono trovate in grande quantità, di tutti i tipi e di tutte le grandezze, di bronzo e anche d'argento, in buono stato di conservazione e con rovesci non comuni. La datazione di queste monete spazia dall'età repubblicana a quella del tardo impero, l'ultima è dell'imperatore Aurelio Valerio Valente.

Anche negli scavi successivi si ha notizia del ritrovamento di numerose monete che però non vennero mai classificate, facendo perdere così le preziose informazioni che avrebbero aggiunto alla cronologia della città.

### Scavi di Gaetano Chierici (1861-1862)
Nel 1861 un contadino mentre arava il suo campo trovò quattro tombe con relativo corredo ancora intatto. Questo fatto destò la curiosità dello studioso e sacerdote don Gaetano Chierici, uno dei padri della paletnologia italiana, che iniziò dei nuovi scavi sul sito il 9 settembre del 1862.

La zona, dopo l'unità d'Italia, era entrata a far parte della Provincia di Reggio Emilia.

Questi scavi furono condotti in maniera più scientifica dei precedenti e portarono alla luce la vecchia strada selciata che tagliava obliquamente Luceria, mirabilmente costruita e perfettamente conservata, le fondazioni delle case ad essa adiacenti, una colonna di pietra a cono tronco, alta quattro metri, probabilmente posta davanti ad un edificio pubblico, pavimenti e numerose tombe, sia di persone inumate che cremate. Alcune di queste tombe, provviste ancora del loro corredo funerario, contenevano spade e gioielli contorti e spezzati, secondo un antico rito tipico delle popolazioni di stirpe ligure.

Don Gaetano Chierici eseguì una competente e approfondita analisi dei reperti ritrovati con lo scopo di dare alle sue ricerche uno sviluppo successivo, che però poi non fu possibile. Quello che emerse dai suoi scavi è ora conservato al Civico Museo di Reggio Emilia.

Negli anni successivi tutta l'area tornò ad essere di nuovo terreno agricolo.

### Il ventesimo secolo
Nel 1909, durante l'esecuzione dei lavori per la costruzione della ferrovia locale, furono rinvenute altre monete, dell'alto Impero, un'accetta in pietra della lunghezza eccezionale di 30 centimetri, che testimonierebbe la presenza dell'uomo preistorico nella zona e altre tombe. Con queste ultime, del periodo romano, si sono localizzati in tutto tre nuclei sepolcrali ben distinti: uno con reperti del periodo ligure-celtico, uno risalente all'epoca ligure-romana e un terzo prevalentemente del tardo impero con simboli paleocristiani, attribuibili al IV secolo d.C..
Nel 1925 lo studioso Andrea Balletti pubblicò un volume sulla storia di Reggio Emilia, mettendo in forte dubbio l'esistenza di Luceria, a causa della pochezza delle vestigia rinvenute, ritenendola un'invenzione di storici poco attendibili.
A partire dal 1967 e fino all'anno 1985 nonostante la progressiva espansione edile, la zona è stata sistematicamente controllata, al fine di non perdere le ulteriori testimonianze eventualmente restituite dalla terra.

Dopo il 1985 si è avviato un lungo iter per tutelare l'area di Luceria.
Grazie a uno sforzo congiunto di Soprintendenza, Comune di Canossa e i gruppi "Amici di Luceria" e il Gruppo Archeologico VEA, con la sovvenzione della fondazione Manodori, il 31 maggio 2014 è stata inaugurata l'area archeologica. L'inaugurazione ha dato il via ad una serie di attività volte alla riqualificazione dell'area. L'area archeologica, seppur di dimensioni contenute, offre la possibilità di osservare alcune parti ben conservate della via selciata che attraversava l'insediamento e di alcune strutture adiacenti (tra cui un pozzo e fondamenta di strutture contraddistinte da diverse fasi edilizie). L'apertura è ogni domenica dalle 16 alle 19 (da giugno a settembre), con chiusura in caso di maltempo.